# Centrum Spotkań Europejskich Światowid
Centrum Spotkań Europejskich Światowid to samorządowa instytucja kultury podlegająca pod Urząd Marszałkowski w Olsztynie. Realizuje zadania wojewódzkie z zakresu twórczości, edukacji kulturalnej, promocji regionu, wychowania przez sztukę, sport i turystykę.

## Historia
Budowę gmachu dzisiejszego „Światowida” rozpoczęto w marcu 1955 roku, a siedem lat później powołany został do życia Elbląski Dom Kultury im. Kazimierza Jagiellończyka. Wraz z przemianami administracyjnymi następowały przekształcenia w zakresie i celach działalności ośrodka kultury w Elblągu, a co za tym idzie zmiany jego nazwy.
I tak, jako popularny EDeK – którego rolą była działalność środowiskowa, sekcyjna i organizacja imprez oraz służenie bazą lokalową instytucjom i organizacjom, placówka funkcjonowała do 1973 roku, kiedy to nastąpiło przejęcie (obok kulturalnej) również funkcji rozrywkowo – rekreacyjnej. Wówczas EDK przemianowany został na Elbląski Ośrodek Kultury pełniący rolę powiatowego i miejskiego ośrodka kultury.
Kiedy w roku 1975 Elbląg otrzymał rangę miasta wojewódzkiego, nastąpiła zmiana statusu placówek dotychczas miejskich na wojewódzkie. Po raz kolejny nastąpiła więc także zmiana w nazwie instytucji, która z dniem 21 sierpnia 1975 r. funkcjonować zaczęła jako Wojewódzki Ośrodek Kultury. Od tego czasu placówka podlegała władzom wojewódzkim i pełniła funkcję miejskiego domu kultury oraz koordynowała działalność placówek kulturalnych na terenie województwa.
W celu rozszerzenia działalności kulturalnej w miejscowym środowisku z początkiem 1978 roku utworzony został Miejski Ośrodek Kultury. Początek 1982 roku przyniósł kolejne zmiany w funkcjonowaniu ośrodka kultury w Elblągu. Decyzją wojewody elbląskiego połączono „rozproszone siły” i zadania pełnione dotychczas przez WOK i MOK – powstała jedna instytucja, której ponownie nadano nazwę Elbląski Ośrodek Kultury.
W roku 1990 EOK ponownie przemianowany został na Wojewódzki Ośrodek Kultury, a jego częścią stało się Centrum Animacji Kulturalnej „Promyk”, które pod taką nazwą działało do września 2002 roku, kiedy to instytucja rozpoczęła pracę jako Centrum Kultury i Współpracy Międzynarodowej „Światowid”, „Promyk” natomiast funkcjonować zaczął jako Centrum Tańca. Uchwałą sejmiku z 26 sierpnia 2009 roku Centrum ponownie zmieniło nazwę na Centrum Spotkań Europejskich „Światowid”. Ta zmiana była wynikiem zmiany statutu, który miał umożliwiać sięganie po środki pozabudżetowe oraz pozwolić na rozszerzenie działalności o przedsięwzięcia nie tylko stricte kulturalne.

## Zadania
Centrum „Światowid” jest samorządową instytucją kultury i jej podstawowym celem działania jest realizacja zadań wojewódzkich z zakresu twórczości, edukacji kulturalnej, promocji regionu, wychowania przez sztukę, sport i turystykę. Do zakresu działania Centrum należy w szczególności:
- tworzenie warunków aktywnego uczestnictwa społeczeństwa w szeroko rozumianym życiu kulturalnym;
- tworzenie warunków dla rozwoju amatorskiego ruchu artystycznego;
- rozpoznawanie, rozbudzanie i zaspokajanie potrzeb oraz zainteresowań kulturalnych;
- tworzenie i współtworzenie warunków dla rozwoju sportu, turystyki i rekreacji;
- pielęgnowanie polskości oraz rozwój i kształtowanie świadomości kulturowej mieszkańców Województwa Warmińsko-Mazurskiego we wszystkich formach;
- wspieranie działalności kulturalnej mniejszości narodowych głównie Województwa Warmińsko-Mazurskiego;
- inspirowanie oraz wspieranie integracji i międzynarodowej współpracy kulturalnej;
- akcentowanie różnorodności kulturowej poszczególnych państw.

Jednym ze strategicznych zadań Centrum „Światowid” jest jego działalność środowiskowa. Od lat działają tu sekcje i kluby zainteresowań: teatralna, plastyczna, filmowa, fotograficzna i inne, a przy stanowiącym „część taneczną” „Promyku” funkcjonuje m.in. Formacja Standardowa Lotos-Jantar – złoty medalista Mistrzostw Świata z 1999 roku i II wicemistrz świata z 2005 roku.

## Najważniejsze działania
„Światowid” jest pomysłodawcą i realizatorem wielu przedsięwzięć kulturalnych. Organizował imprezy artystyczne, które z czasem stały się cykliczne i zyskały zasięg ogólnopolski oraz międzynarodowy. Są to m.in.: Ogólnopolski Festiwal Sztuki Słowa „... Czy to jest kochanie?”, Elbląskie Noce. Festiwal Piosenki Wartościowej, Międzynarodowe Spotkania Artystyczne, Międzynarodowy Festiwal Tańca „Baltic Cup” i wiele innych.
CSE „Światowid” jest także wydawcą Portalu Kulturalnego Warmii i Mazur eŚwiatowid oraz portalu społecznościowego eKulturalni.pl.